# 周載
周載（1458年—？年），字子坤，四川敘州府富順縣人，民籍，明朝政治人物。

## 生平
四川鄉試第二十九名舉人。弘治三年（1490年）中式庚戌科二甲第七十六名進士。

## 家族
曾祖周舍琦；祖父周復先；父周寧。嫡母謝氏；繼母劉氏；繼母雷氏；繼母鄭氏；生母劉氏。